# Weihnachtsberg

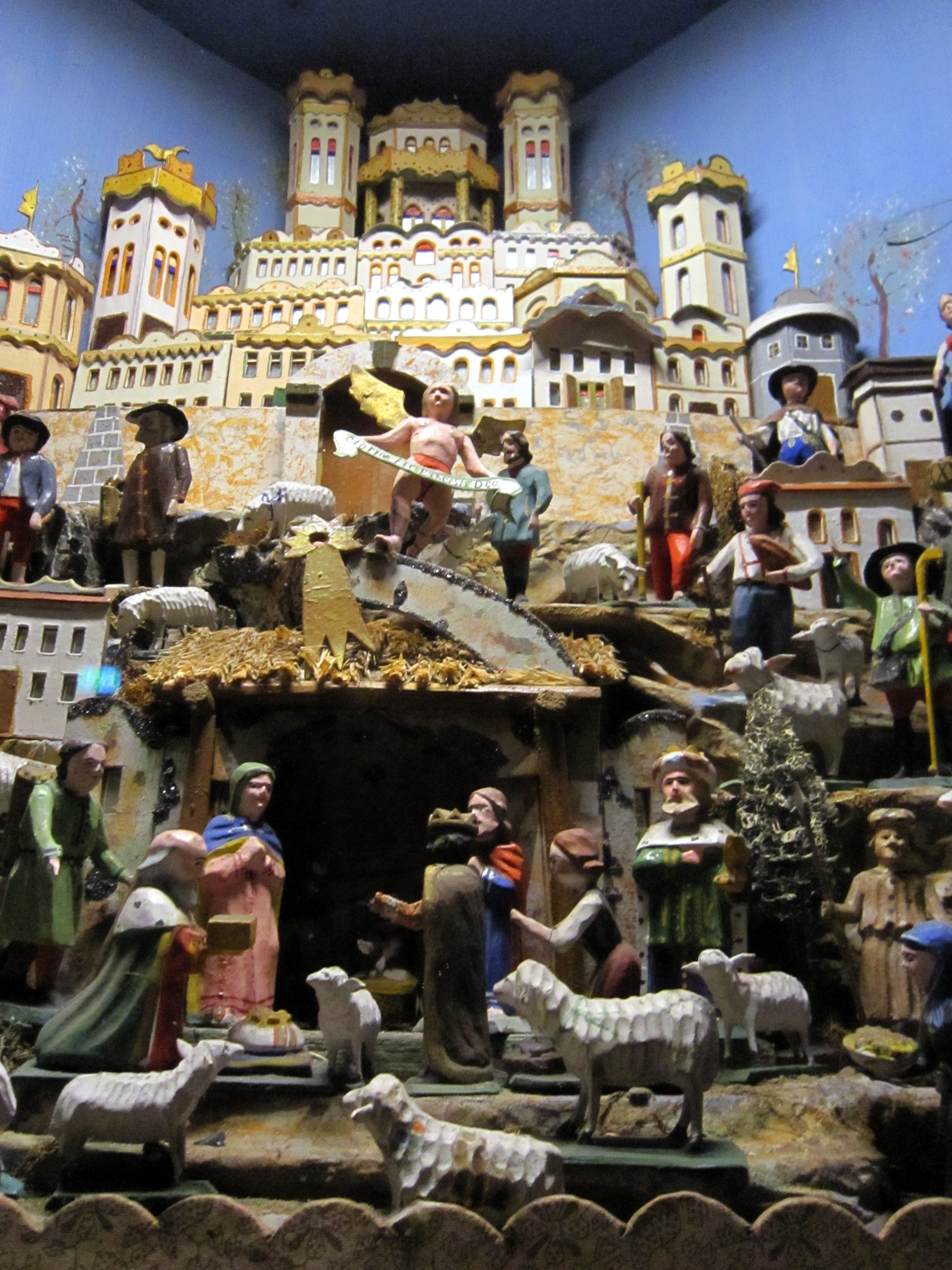
Deel van een Weihnachtsberg in de Manufaktur der Träume

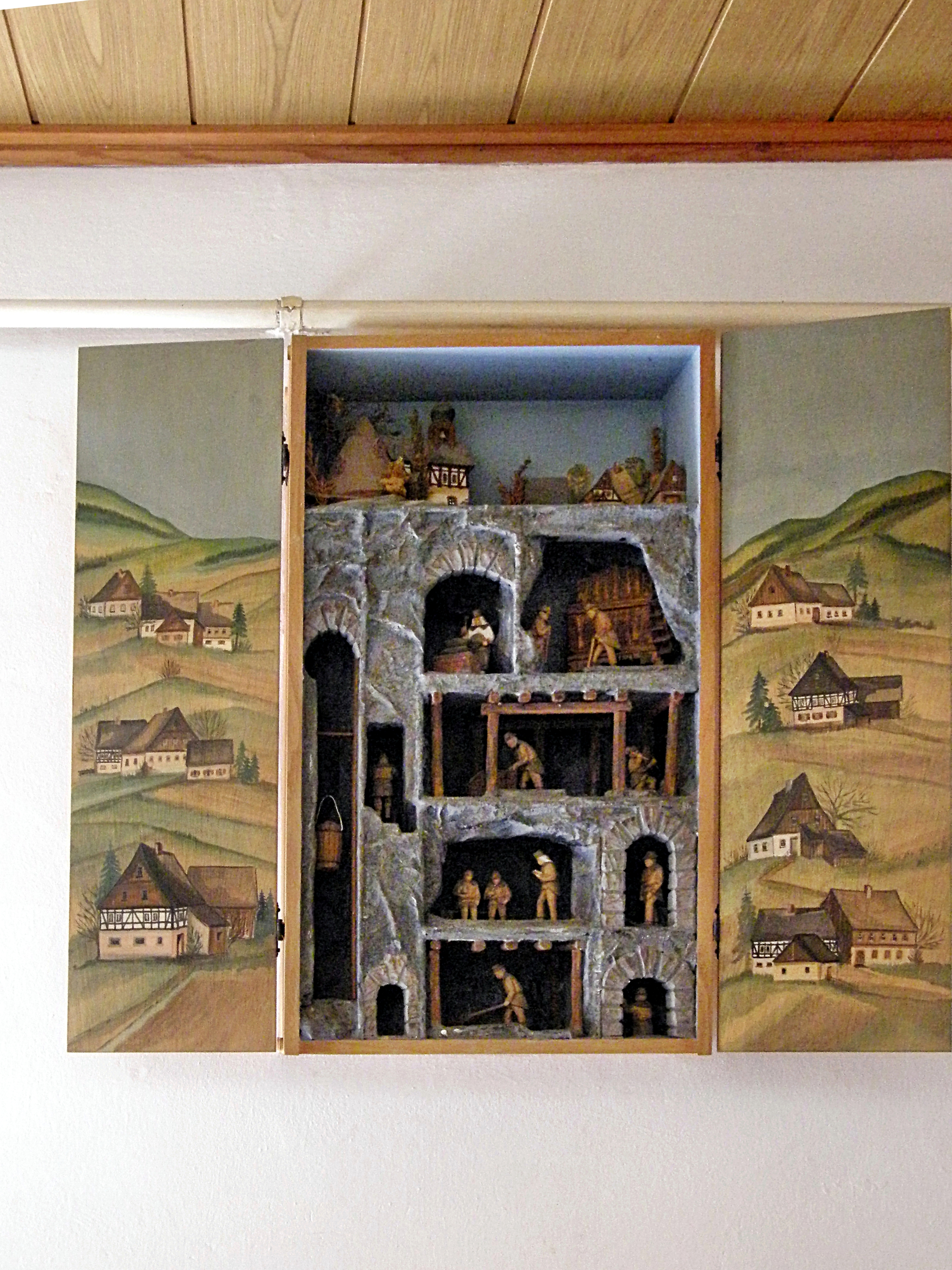
Een Buckelbergwerk met zijn deuren geopend en opgericht in het Keilberghaus bij Schneeberg.

Een Weihnachtsberg is een decoratief model van het berglandschap van het Ertsgebergte (tussen Duitsland en Tsjechië) dat tijdens de kerstperiode binnen opgesteld wordt. Het beeldt kerststalscenes en mijnscenes uit, evenals lokale thema's. De figuren en objecten zijn vaak beweegbaar en mechanisch aangedreven.
De Weihnachtsberg vindt zijn oorsprong in de zogenaamde Buckelbergwerk-modellen uit de 18e eeuw, die alleen mijnbouwonderwerpen hadden. In de 19e eeuw werden er kersttaferelen toegevoegd.